# コトドリ
コトドリ（琴鳥／学名：Menura novaehollandiae）は、スズメ目コトドリ科に分類される鳥類の一種。

## 概要
全長80-100cm。ただし、尾羽の長さが約60cmある。背面は灰色、腹面は乳白色、翼およびのどが赤茶色。オスはレースのような尾羽を持ち、それが竪琴に似ているために和名の由来となっている。オーストラリアの10セント硬貨に描かれている鳥である。

## 分布
オーストラリア東海岸、クイーンズランド州サウス・イースト・クイーンズランド地域からニューサウスウェールズ州、ビクトリア州にかけての森林地帯に生息する。1950年前後にタスマニア州に移入された。オーストラリア固有種。

## 生態
地上で、腐葉土や腐った木の枝を脚で後ろにかき出しながら、地中の昆虫やミミズなどの無脊椎動物を探しだし捕食する。繁殖期になると雄は、1mほどの塚を落ち葉や枯れ木などをかき集めて作り、その上で求愛行動を行う。求愛行動は飾り羽のついた尾羽を上に持ち上げ、飾り羽を自分の体の上に覆うようにし、他の鳥類の鳴き声をまねながらダンスをする。個体によっては人が発する言語の他、カメラのシャッター音、チェーンソーの音、車のブレーキ音、チャイムの音、レーザー銃の音など人工的な音を真似出来る事も知られている。
雌は1羽で巣を作り、一回の産卵で1つの卵を産み、一夫一妻で子育てを行う。